# 九八式鉄道牽引車
九八式鉄道牽引車（きゅうはちしきてつどうけんいんしゃ）は、大日本帝国陸軍が1938年（昭和13年）に制式化を行い鉄道連隊が使用したガソリンエンジン搭載の軌道・道路両用の六輪起動自動車（軌陸車）。

## 概要
装甲車両の九一式広軌牽引車と同様に車輪を付け替えることで鉄道線路上を走行可能な車両で、軍用トラックの九四式六輪自動貨車をベースに開発された。鉄道車両として走行する際は日本・台湾などの1,067mm狭軌、中国大陸や朝鮮半島（朝鮮総督府鉄道等）で主流の1,435mm標準軌、ソ連領内の広軌1,524mm（5フィート軌間）に対応した。

## 開発の背景
鉄道連隊はその創設以来、軍用蒸気機関車を使用した軌間600mmの軍用軽便鉄道の敷設と運転を主とし、普通鉄道の補修、改築、破壊を従として運用を行っていた。しかし、シベリア出兵で鉄道を利用した進軍を経験し、満洲事変の侵攻作戦でも既存の鉄道が活用されたことで方針を改めることになる。陸軍は将来のソビエト連邦との戦争を見据えていたこともあり、満洲事変で使用した装甲軌道車や装甲列車の戦訓を生かして1936年（昭和11年）、その方針を普通鉄道の応急修理と応急運転を主とするよう転換した。
これにより、鉄道連隊における各種の移動式作業機械が制式化され、その一つとして装甲を持たない鉄道牽引車や軽貨車、鉄道工作車などが開発された。

## 製造
いすゞ自動車の前身、東京自動車工業において型式ZK10型として製造された。なお、『戦史叢書 陸軍軍需動員 <2>実施編 』に収録された「軍需動員実施ニ伴フ主要兵器実績一覧表（自第一月　至第四十二月）」によると、1937年（昭和12年）10月～昭和16年3月に411台の調達が指示され、受領数は累計336台であった。これ以降の製造が行われたかどうかは、記録が残っておらず不詳である。

## 機構
ベースとなった九四式六輪自動貨車（甲）よりも強力な80馬力のGA20型ガソリンエンジンが搭載された。ボアストロークは100mm×125mm、排気量5,890cc。ちなみに九四式六輪のGA41型ガソリンエンジンはボアストロークは90mm×115mm、排気量4,390ccの72馬力であった。
本車のエンジンを空冷ディーゼルに改め、運転台を密閉式とした車両が一〇〇式鉄道牽引車である。エンジン以外の機構や運用については同車の解説を参照されたい。

## 九八式鉄道牽引車旋回具
1938年（昭和13年）、本車とそれに類する車両のための可搬式の転車台、九八式鉄道牽引車旋回具の制式化が行われた。この器具は旋回架、旋回軸座、誘導架、付属工具からなる組み立て式で、鉄道軌道上で鉄道牽引車を載せて回転させるものであった。
研究は1937年3月に始まり7月に試作品が完成。鉄道第一連隊の演習線で試験を行った。その結果を元に改修し12月に制式審査が終了している。